# إل كامبيو
بلدية إل كامبيو (بالإسبانية: El Campillo) هي بلدية تقع في مقاطعة ولبة التابعة لمنطقة أندلوسيا جنوب إسبانيا.

## الديموغرافيا
بلغ عدد سكان بلدية إل كامبيو 2.208 نسمة عام 2011 (وفقاً للمعهد الوطني الإسباني للإحصاء).
| 2.452 | 2.424 | 2.398 | 2.318 | 2.237 | 2.220 | 2.208 |